# Синагога на Большой Бронной
Синагога на Большой Бронной — синагога, расположенная на Большой Бронной улице, 6 в Москве.
Была построена как частная синагога русским банкиром Лазарем Соломоновичем Поляковым. Построенные в частном порядке и находящиеся в частной собственности синагоги, которые обслуживали прихожан, были распространенной традицией во многих частях Европы. В Российской империи крупные магнаты иногда могли получить разрешение на строительство частных синагог за пределами черты оседлости, в то время, когда общинам такое разрешение не давали.
В 1937 году был расстрелян органами НКВД хазан (кантор) и глава общины Хаим Ротенберг. 
Довоенный раввин Медалье, Шмер-Лейб (Шмарьягу-Йехуда-Лейб) Янкелевич (1873-1938) был расстрелян советскими властями в 1938 г., а здание было преобразовано в зал собраний профсоюзов. В 1991 году здание было передано Хабад Любавич. В 2004 году был завершен ремонт. В здании есть классы, книжный магазин, лекционный зал, миква и кошерный ресторан. С 1991 года раввином является Ицхак Коган.
В 1999 году в синагоге произошел неудавшийся взрыв бомбы. 11 января 2006 года на синагогу напал скинхед-неонацист Александр Копцев, который ранил девять человек. Раввин набросился на Копцева, и 18-летний сын раввина Йосеф Коган повалил его на землю. Коган удерживал нападавшего до тех пор, пока его не задержала милиция. О двух происшествиях снят документальный фильм.